# Geher-Länderkampf der Männer 1981 Schweden – BR Deutschland
| 10. Leichtathletik-Länderkampf mit bundesdeutscher Beteiligung 1981 | 10. Leichtathletik-Länderkampf mit bundesdeutscher Beteiligung 1981 |
| ------------------------------------------------------------------- | ------------------------------------------------------------------- |
|                                                                     |                                                                     |
| Geher-Vergleich der Männer: Schweden – BR Deutschland               |                                                                     |
| Austragungsort                                                      | Östersund                                                           |
| Wettbewerbe                                                         | 2                                                                   |
| Datum                                                               | 4. Juli                                                             |
| 1. FRG 2. SWE                                                       | 25 Punkte 19 Punkte                                                 |
| Chronik                                                             |                                                                     |
| ← FRG-DNK-FRA-SWE-SUI 00Geher (F)                                   | FRG-FRA (M) →                                                       |

Zum zehnten Vergleich des Länderkampfjahres 1981 reisten die bundesdeutschen Geher wieder einmal nach Schweden. Vierzehn Zweiländervergleiche hatte es zuvor zwischen Deutschland und Schweden gegeben, von denen Deutschland acht gewonnen hatte und Schweden sechs. Außerdem waren die Geher der beiden Nationen seit 1977 in vier Vergleichen mit mehreren weiteren Teilnehmern aufeinander getroffen, in denen die Bundesrepublik immer vor Schweden gelegen hatte. Ausgetragen wurde der diesjährige Länderkampf am 4. Juli in Östersund.

## Modus
Auf dem Programm standen wie üblich zwei Wettbewerbe, ein kürzerer über 20 und ein längerer, auch diesmal wieder über 35 Kilometer ausgetragen. Jede Nation konnte je Wettbewerb vier Geher stellen, von denen die drei Besten gewertet wurden. Die Punkte wurden wie folgt vergeben. 1. Platz: 7 Punkte / 2. Pl.: 5 P / 3. Pl.: 4 P / 4. Pl.: 3 P / …

## Ergebnis
Über zwanzig Kilometer lag ein bundesdeutscher Geher vorn, auf der längeren Strecke siegte ein Vertreter aus Schweden. Insgesamt erkämpften sich die bundesdeutschen Vertreter wieder mehr Punkte als ihre schwedischen Kontrahenten. Auf der Distanz über 35 Kilometer gab es auf den ersten vier Plätzen hinter dem schwedischen Einzelsieger nur bundesdeutsche Sportler. Auch auf der kürzeren Distanz behielt die Bundesrepublik mit den Rängen eins, drei und fünf die Oberhand. In der Summe gewann die Bundesrepublik Deutschland die Begegnung mit 25 zu neunzehn Punkten.

## Legende
Kurze Übersicht zur Bedeutung der Symbolik – so üblicherweise auch in sonstigen Veröffentlichungen verwendet:
| DNF | nicht im Ziel (did not finish) |
| DSQ | disqualifiziert                |

## Resultate

### 20-km-Straßengehen
| Platz | Athlet             | Land | Zeit (h) |
| ----- | ------------------ | ---- | -------- |
| 1     | Franz-Josef Weber  | FRG  | 1:29:54  |
| 2     | Bo Gustafsson      | SWE  | 1:30:46  |
| 3     | Wolfgang Wiedemann | FRG  | 1:31:57  |
| 4     | Owe Hemmingsson    | SWE  | 1:32:37  |
| 5     | Fritz Helms        | FRG  | 1:35:47  |
| 6     | Roland Westergren  | SWE  | 1:42:26  |
| DNF   | Uwe Jakob          | FRG  |          |
| DNF   | Torbjörn Jansen    | SWE  |          |

### 50-km-Straßengehen
| Platz | Athlet             | Land | Zeit (h) |
| ----- | ------------------ | ---- | -------- |
| 1     | Stig-Olov Elovsson | SWE  | 2:47:46  |
| 2     | Karl Degener       | FRG  | 2:49:59  |
| 3     | Jürgen Meyer       | FRG  | 2:49:59  |
| 4     | Walter Schwoche    | FRG  | 2:50:02  |
| 5     | Heinrich Schubert  | FRG  | 2:52:38  |
| 6     | Per Rasmussen      | SWE  | 2:53:04  |
| 7     | Max Sjöholm        | SWE  | 2:56:11  |
| DSQ   | Per Möller         | SWE  |          |